# Håkon Sjåtil
Håkon Sjåtil, né le 27 décembre 2002 en Norvège, est un footballeur norvégien qui joue au poste de d'arrière droit au Vålerenga Fotball.

## Biographie

### Débuts professionnels
Né en Norvège, Håkon Sjåtil est notamment formé par le FK Lyn, jouant dans les divisions inférieures du football norvégien. Le 20 août 2022 il rejoint l'Åsane Fotball. Le contrat d'étend jusqu'en décembre 2024 et le joueur décide de porter le numéro 22
Il joue son premier match sous ses nouvelles couleurs le 27 août 2022, lors d'une rencontre de championnat face au IL Stjørdals-Blink (en). Il entre en jeu et voit son équipe remporter la partie par quatre buts à deux.

### Kristiansund BK
Le 18 janvier 2024, Håkon Sjåtil rejoint le Kristiansund BK. Il signe un contrat courant jusqu'en décembre 2027,.
C'est avec ce club qu'il découvre l'Eliteserien, la première division norvégienne, jouant son premier match pour son nouveau club dans cette compétition, le 1er avril 2024, lors de la première journée de la saison 2024 face au Lillestrøm SK. Il entre en jeu et son équipe l'emporte par trois buts à deux.